# Körber Technologies
Die Körber Technologies GmbH ist ein international tätiger deutscher Hersteller von Maschinen und Anlagen für die Tabak (Zigarettenmaschinen)- Genussmittelindustrie. Der frühere Name „Hauni“ stand als Akronym für „Hanseatische Universelle“, in Anlehnung an den vormaligen Arbeitgeber des Firmengründers, die Universelle-Werke Dresden.
Ab dem 1. September 2022 übernahm die Hauni Maschinenbau GmbH, als Teil des internationalen Technologiekonzerns Körbers, auch die gleichnamige Marke für alle ihre Einzelunternehmen und firmierte im Zuge dessen zur Körber Technologies GmbH um. Im Konzern wird sie neben den anderen Körber-Geschäftsfeldern Digital, Pharma, Supply Chain als Körber-Geschäftsfeld Technologies geführt.

## Geschichte
Das Unternehmen wurde 1946 durch Kurt A. Körber gegründet und ist damit Stammunternehmen der Körber AG, Sitz ist Hamburg-Bergedorf.
1956 wurde der Filteransetzer MAX entwickelt. Damit gelang Hauni der Durchbruch auf dem internationalen Markt.
Im Jahre 1970 wurde das Unternehmen E.C.H. Will in Hamburg, ein renommierter Hersteller von Papierverarbeitungsmaschinen, übernommen und damit der Grundstein für die Diversifikation in den Bereich Papier und Tissue gelegt. 1978 erfolgte die Übernahme des Schleifmaschinenherstellers Blohm in Hamburg und damit begann der Einstieg in den Werkzeugmaschinen-Bereich. 1979 erfolgte die Übernahme des französischen Zigarettenmaschinen-Unternehmens Decouflé, Paris. 1987 wurden die Hauni-Werke in die Körber AG umgewandelt und alle Unternehmensteile in der Körber AG zusammengefasst.
Im Jahr 2007 wurde ein Weltrekord mit der Filterzigaretten-Produktionslinie PROTOS-M8 im Praxis-Dauertest erzielt. Es wurden in nur einer Schicht 9,37 Millionen Zigaretten hergestellt. 2013 wurde das Unternehmen Borgwaldt übernommen und damit die Kompetenzen bei modernen Mess- und Analysegeräten sowie im Bereich Flavor erweitert.
Seit 2018 setzt das Unternehmen auch vermehrt auf Technologien abseits der herkömmlichen Zigarettenproduktion. Dazu gehören unter anderem Maschinen zur Herstellung von Heat-Sticks für E-Zigaretten sowie seit 2020 auch Maschinen, die Papiertrinkhalme für die Lebensmittelindustrie fertigt. Das wachsende Geschäft mit Hanf-Pre-Rolls wird seit 2021 ebenfalls als neuer Absatzmarkt durch die Unternehmensgruppe bedient.

## Produkte
Das Produktportfolio der Körber Technologies GmbH umfasst Maschinen und Anlagen für sämtliche Prozessschritte – von der Tabakaufbereitung über die Produktion von Filtern, Zigaretten und Spezialprodukten bis zur abschließenden Qualitätsmessung und das auch über die angestammten Märkte hinaus. Daneben bietet das Unternehmen technischen Service und Beratung sowie ein umfassendes Portfolio an digitalen Produkten zur Fabrik- und Prozessoptimierung durch Software-Lösungen an.

Produktbeispiele
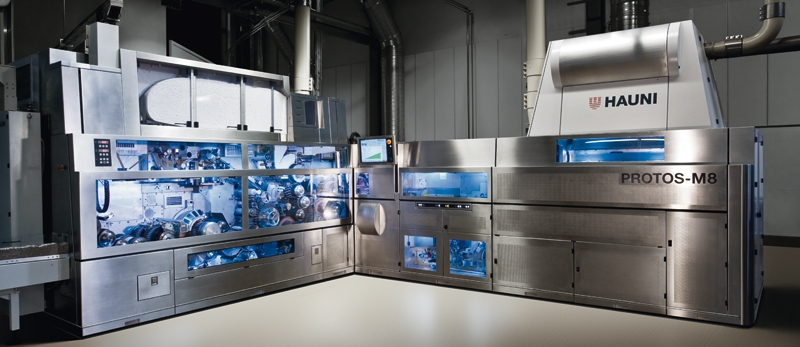
Zigarettenmaschine PROTOS-M8
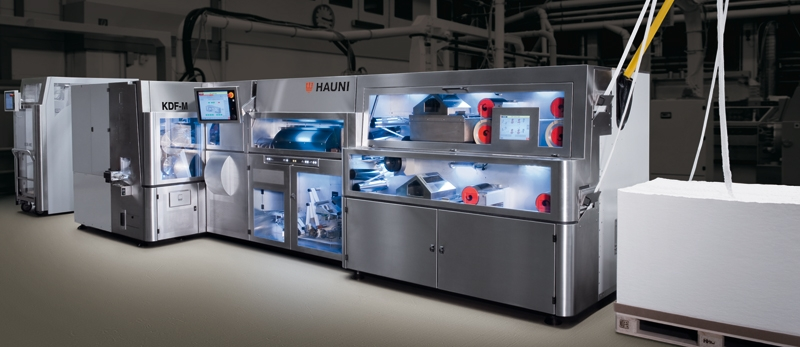
Filtermaschine KDF-M
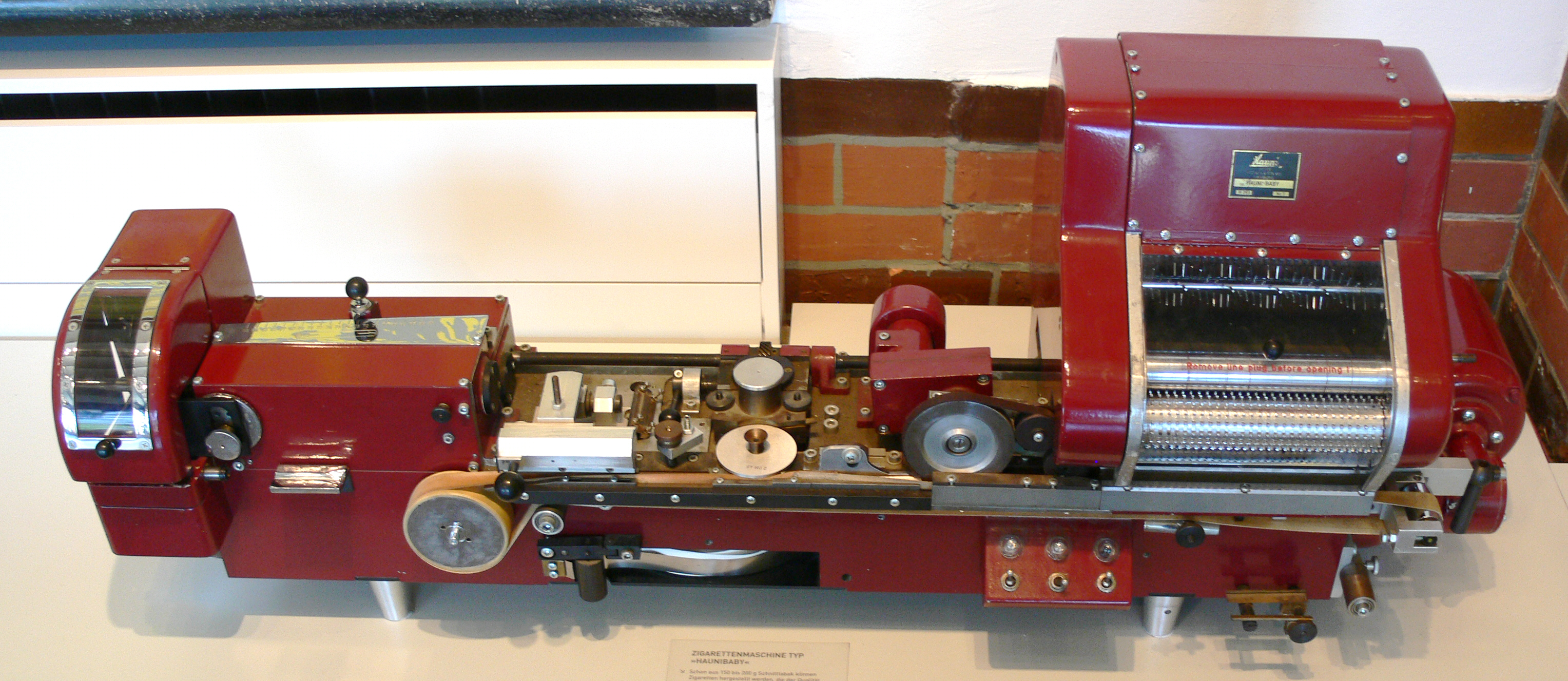
Historische Testmaschine „Hauni Baby“
Papiertrinkhalmmaschine HSM
Hanf-Pre-Roll-Maschine Nano H